# Ото Глагау
Ото Глагау (на немски: Otto Glagau) е немски журналист и писател.

## Биография и творчество
Започва кариерата си като журналист в либералния Berliner Nationalzeitung. През 1873 г. се отвръща от либерализма, който той обвинява, че е отговорен за икономическата криза и за моралния и културен упадък в Германия. През декември 1874 г. публикува статии за фондовата борса и основателите на измамата в едно семейно списание. С тях обвинява евреите, че са предизвикали икономическата криза чрез нелоялни търговски практики и спекулации на фондовата борса. Глагау противопоставя „хищническия еврейски капитал“ на „творческия християнски капитал“. Първият е безроден и глобалистичен, а вторият — национален и протекционистичен. Глагау заявява:
| „ | Системата за свободна търговия, проповядвана от Манчестърската школа е учение на цар Мидас. То иска да превърне всичко в пари, прославя егоизма, отхвърля всякакво чувство за солидарност и всякакви морални принципи. Юдаизмът представлява развитие на тази система, доведена до краен предел. Тя се интересува единствено от търговията и още само от пазаренето и лихварството. Евреинът не работи, той кара другите да работят, той спекулира и върти сделки с продукт създаден от труда на чужд ум и на чужди ръце. Центърът на неговата дейност е Борсата. | “ |

В други свои публикации, излезли предимно в издаваното от него списание по време на културкампфа (1880-1888), той продължава с атаките си срещу евреите, свързвайки ги с либерализма и капитализма. Неговите идеи изказани в публикациите по еврейския въпрос оказват по-голямо влияние върху политическия антисемитизъм, отколкото непрактичните идеи на религиозните идеолози Евгени Дюринг, Вилхелм Мар и Пол Антоан дьо Лагард.